# Бесконечное множество
Бесконе́чное мно́жество — множество, не являющееся конечным. Можно дать ещё несколько эквивалентных определений бесконечного множества:
- Множество, в котором для любого натурального числа {\displaystyle n} найдётся конечное подмножество из {\displaystyle n} элементов.
- Множество, в котором найдётся счётное подмножество.
- Множество, в котором найдётся подмножество, равномощное некоторому (ненулевому) предельному ординалу.
- Множество, для которого существует биекция с некоторым его собственным подмножеством.

Для любого бесконечного множества существует множество с ещё большей мощностью — таким образом, не существует бесконечного множества наибольшей мощности. Мощности бесконечных множеств называются алефами («алеф», א — первая буква еврейского алфавита) и обозначаются {\displaystyle \aleph _{\alpha },} где индекс {\displaystyle \alpha } пробегает все порядковые числа. Мощности бесконечных множеств составляют вполне упорядоченный класс — наименьшей мощностью бесконечного множества является {\displaystyle \aleph _{0}} (алеф-0, мощность множества натуральных чисел), за ним следуют {\displaystyle \aleph _{1},\aleph _{2},\dots \aleph _{\omega },\aleph _{\omega +1},\dots \aleph _{\omega _{1}},\dots \aleph _{\omega _{\omega _{1}}},\dots }

## Примеры
- Множества натуральных чисел {\displaystyle \mathbb {N} ,} целых чисел {\displaystyle \mathbb {Z} ,} рациональных чисел {\displaystyle \mathbb {Q} ,} действительных чисел {\displaystyle \mathbb {R} ,} комплексных чисел {\displaystyle \mathbb {C} } — являются бесконечными множествами.
- Множество функций {\displaystyle \mathbb {N} \to \mathbb {N} } является бесконечным.
- Упорядоченное бесконечное множество может иметь "концы" (минимальный и максимальный элементы) — например, множество рациональных чисел на отрезке {\displaystyle [0,1].}
- Совокупность всех бесконечных подмножеств счётного множества является несчётным бесконечным множеством.